# Meragisa simeona
Meragisa simeona är en fjärilsart som beskrevs av William Schaus 1928. Meragisa simeona ingår i släktet Meragisa och familjen tandspinnare. Inga underarter finns listade i Catalogue of Life.